# Sally in our Alley (pel·lícula de 1927)

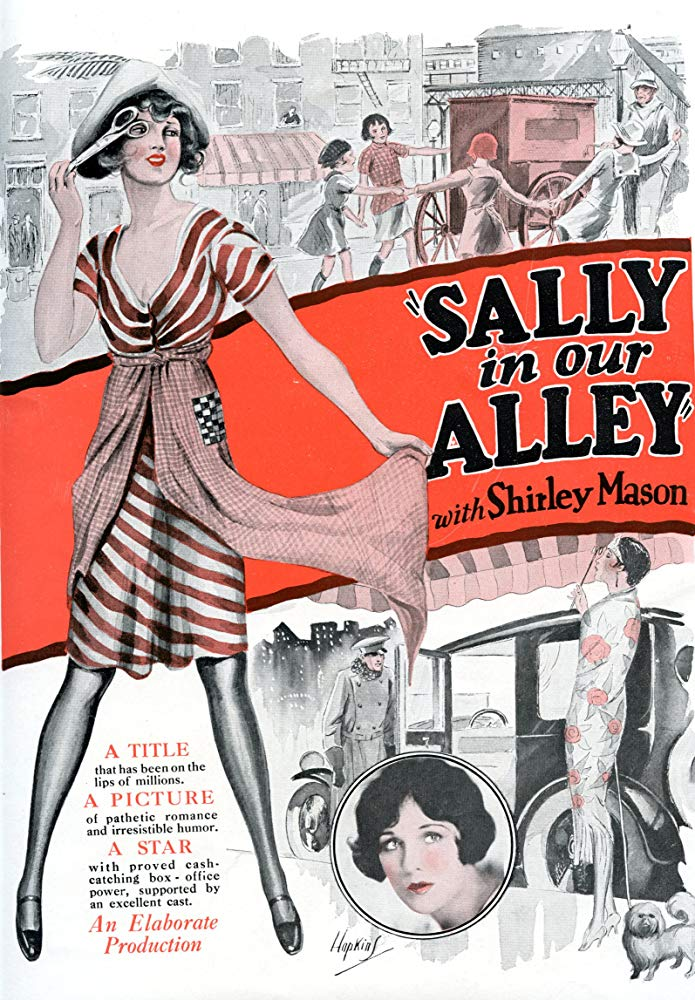
Anunci de le pel·lícula

Sally in Our Alley és una pel·lícula muda dirigida per Walter Lang i protagonitzada per Shirley Mason. La pel·lícula, basada en una història d'Edward Clark, va ser adaptada per Dorothy Howell i la fotografia va córrer a càrrec de J. O. Taylor. Es va estrenar el 3 de setembre de 1927. Es considera una pel·lícula perduda.

## Repartiment
- Shirley Mason (Sally)
- Richard Arlen (Jimmie Adams)
- Alec B. Francis (Sandy Mack)
- Paul Panzer (Tony Garibaldi)
- William H. Strauss (Abraham Lapidowitz)
- Kathlyn Williams (Mrs. Gordon Mansfield)
- Florence Turner (Mrs. Williams)
- Harry Crocker (Chester Drake)

## Argument
Sally, és una masovera que en morir la seva mare és adoptada pels veïns Sandy Mack, Abraham Lapidowitz i Tony Garibaldi, un escocès, un jueu i un italià. A casa dels seus padrastres porta una vida feliç. Jimmie Adams, un jove mecànic que estima Sally, la visita amb freqüència. El grup es trenca quan la senyora Mansfield, la tia rica de Sally, decideix emportar-se la noia a la seva luxosa casa per proporcionar-li els avantatges de la seva posició social. També presenta Sally a Chester Drake, un jove molt ric. Quan Sally convida els seus pares adoptius i Jimmie a la seva festa del divuitè aniversari, la tieta fa que s'avergonyeixin per les seves maneres a taula. A més, la senyora Mansfield fa veure a Jimmie que Sally pot tenir un gran futur si ells no la visiten més i ell decideix marxar. Sally s'assabenta del que ha passat i torna ràpidament a buscar-lo i el troba abans que s'embarqui en un vaixell cap a la Xina.